# 砂大眼鯛
砂大眼鯛，為輻鰭魚綱鱸形目的其中一個種，分布於西大西洋區，從加拿大至阿根廷海域；東大西洋區，從馬德拉群島至安哥拉北部海域，棲息深度10-200公尺，體長可達50公分，棲息在珊瑚礁或岩石底質海域，為夜行性魚類，屬肉食性，以小魚、蝦、蟹為食，可作為食用魚或觀賞魚。